# Комсомольський (Новоніколаєвський район)
Комсомольський (рос. Комсомольский) — селище у Новоніколаєвському районі Волгоградської області Російської Федерації.
Населення становить 882 особи. Входить до складу муніципального утворення Комсомольське сільське поселення.

## Історія
Селище розташоване у межах українського історичного та культурного регіону Жовтий Клин.
Згідно із законом від 22 грудня 2004 року N 975-ОД органом місцевого самоврядування є Комсомольське сільське поселення.

## Населення
| 2010 |
| ---- |
| 882  |